# آیزاک هیز
آیزاک لی هیز جونیور (به انگلیسی: Isaac Lee Hayes, Jr.) ‏(۲۰ اوت ۱۹۴۲ – ۱۰ اوت ۲۰۰۸) خواننده، ترانه‌نویس، تنظیم، تهیه‌کننده موسیقی و هنرپیشه آمریکایی بود.
از آهنگ‌های معروف ایزاک می‌توان به ترانهٔ تم موسیقی شفت اشاره کرد که برای فیلمی به همین نام ساخت و یکی از شاهکارهای موسیقی همه دوران‌ها است.
هیز برنده ۳ جایزه گرمی شده‌است. او در سریال ساوت پارک صداپیشهٔ Chef بود.
از فیلم‌هایی که در آن نقش داشته می‌توان به ممکن است برای تو هم اتفاق بیفتد، شفت و مردان سول اشاره کرد.

## آلبوم‌ها
- ۱۹۶۹: Hot Buttered Soul
- ۱۹۷۰: The Isaac Hayes Movement
- ۱۹۷۰: ...To Be Continued
- ۱۹۷۱: Shaft
- ۱۹۷۱: Black Moses
- ۱۹۷۳: Joy
- ۱۹۷۳: Live at the Sahara Tahoe
- ۱۹۷۵: Chocolate Chip
- ۱۹۷۷: "New Horizon" Polydor Records
- ۱۹۷۹: Don't Let Go

## فیلمشناسی
- نجات کودکان (۱۹۷۳)
- کارآگاه راکفورد (۱۹۷۷-۱۹۷۶)
- فرار از نیویورک (۱۹۸۱)
- اعتراف به گناه (۱۹۹۱)
- سی‌بی۴ (۱۹۹۳)
- گروه تعقیب (۱۹۹۳)
- رابین هود: مردانی در لباس چسبان (۱۹۹۳)
- ممکن است برای تو هم اتفاق بیفتد (۱۹۹۴)
- عمو سام (۱۹۹۷)
- ساوت پارک (۲۰۰۶-۱۹۹۷)
- برادران بلوز ۲۰۰۰ (۱۹۹۸)
- ساوت پارک: گنده‌تر، درازتر و کوتاه‌نشده (۱۹۹۹)
- بازی‌های گوزن قطبی (۲۰۰۰)
- شفت (۲۰۰۰)
- دکتر دولیتل ۲ (۲۰۰۱)
- شتاب و طغیان (۲۰۰۵)
- نمایش دهه ۷۰ (۲۰۰۶)
- دروازه ستارگان اس‌جی-۱ (۲۰۰۶)
- مردان سول (۲۰۰۸
- کلید کشتار (۲۰۰۸)